# Бертани, Рожерио
Рожерио Бертани (порт.-браз. Rogério Bertani) — бразильский зоолог, специалист по арахнидам, работающий в Институте Бутантана, расположенный в городе Сан-Паулу, Бразилия
Арахнологами считается одним из самых выдающихся специалистов в мире в области изучения Theraphosidae (пауков-птицеедов) .

## Награды
- декабрь 2013 — Top 100 species of the century — «What on Earth ?» — PLUME Books — Oligoxystre diamantinensis pg 10-11, International Institute for Species Exploration (США).
- январь 2013 — Personagem do Ano-Retrospectiva 2012-Meio Ambiente-Tarantula Sazimai, Almanaque Abril 2013, pag. 35 — Editora Abril.
- май 2012 — TOP 10 NEW SPECIES 2012 — Pterinopelma sazimai, International Institute for Species Exploration, Университет штата Аризона, (США)[3].

Открыл и описал такие виды, как
- Recluse spider
- Urticating hair
- Antilles pinktoe tarantula
- Theraphosa apophysis
- Skeleton tarantula
- Typhochlaena amma
- Typhochlaena costae
- Typhochlaena paschoali
- Nhandu tripepii
- Ephebopus uatuman
- Avicularia juruensis
- Avicularia variegata
- Avicularia lynnae
- Avicularia caei
- Avicularia merianae
- Caribena laeta
- Ybyrapora gamba
- Ybyrapora sooretama